# Фторид празеодима(III)
Фторид празеодима(III) — бинарное неорганическое соединение, 
соль металла празеодима и плавиковой кислоты
с формулой PrF3,
бледно-зелёные кристаллы,
не растворяется в воде.

## Получение
- Действие газообразного фтористого водорода на ундекаоксид гексапразеодима

{\displaystyle {\mathsf {Pr_{6}O_{11}+18HF\ {\xrightarrow {600^{o}C}}\ 6PrF_{3}+9H_{2}O+O_{2}}}}

## Физические свойства
Фторид празеодима(III) образует бледно-зелёные кристаллы
тригональной сингонии
(или гексагональной сингонии),
пространственная группа P 3c1 (или P 6/mcm),
параметры ячейки a = 0,7078 нм, c = 0,7239 нм, Z = 6,
структура типа фторида церия CeF3.
Не растворяется в воде.

## Применение
- Получение празеодима металлотермическим способом.
- Компонент фторидных лазерных материалов.